# MyScienceWork
MyScienceWork és una xarxa social professional científica dedicada a l'accés obert. Permet als científics, enginyers i estudiants crear gratuïtament la seva pròpia fitxa professional, perfil, currículum i llista de publicacions. Aquesta xarxa social dedicada als científics, a més d'oferir la possibilitat de crear grups de treball, pàgines per a congressos, esdeveniments i notícies, permet la publicació d'ofertes d'ocupació científiques que cada usuari pot consultar lliurement a la plataforma.
La plataforma té vocació internacional i està disponible en 6 idiomes: alemany, castellà, francès, anglès, italià i portuguès.

## Història
MyScienceWork va ser creada l'agost de 2010 per dos francesos: Virginie Simon, investigadora en nanotecnologies contra el càncer, i Tristan Davaille, enginyer financer. Disponible en línia des de gener del 2013, MyScienceWork permet l'accés per a tothom a més de 2.500 bases de dades científiques, més de 25 milions de metadades i més d'1 milió d'articles.

## MyScienceWork i l'accés obert
MyScienceWork promou la difusió de la literatura científica en «accés obert». El seu cercador recopila dades en les principals bases de dades d'accés obert com PubMed, CiteSerr, DOAJ, Research Papers in Economics, ArXiv, HAL, Abes, BioMed Central, CERN, Persée, Revues.org, TEL, ORBI, Public Library of Science.
El 2012, MyScienceWork va organitzar per primera vegada a França la Setmana Internacional de l'Open Access a través de dues conferències que van tenir lloc a París: la primera es va organitzar a la universitat Pierre et Marie Curie, la segona a la seu francesa de la UNESCO.

## MyScienceNews, pàgina web de vulgarització científica
MyScienceNews és el mitjà de comunicació científica de MyScienceWork. Aquesta pàgina es dedica a la publicació d'articles de notícies relacionades a l'àmbit de la recerca professional multidisciplinària. Conté articles de notícies científiques, vídeos, biografies d'investigadors, articles d'opinió i dossiers temàtics sobre l'accés obert, el lloc que ocupen les dones en la ciència, els doctorats i la ciència 2.0. Des del mes de febrer de 2013, MyScienceNews publica cada dilluns un nou capítol de Knock Knock Doc, una sèrie web francesa dedicada als doctorands.
En 2014 MyScienceWork va incorporar la tarifa premium de 80$ mensuals, dirigida als investigadors que no estan afiliats a cap centre de recerca o universitat, perquè puguin accedir a milions d'articles de bases de dades de pagament de prestigioses editorials com Elsevier, ASPET, East View o Annual Reviews.

### Premsa
- Article (en francès) publicat en Le Monde sobre les xarxes socials per a investigadors _ Des « Facebook » pour chercheurs sud Le Monde, 14 Janvier 2012
- MyScienceWork esmentat en la revista francesa Challenges (article en francès) _ Challenge : six conseils aux étudiants d'universités pour réussir en s'appuyant sud són réseau, 26 maig 2011